# Associação Blumenau Pró-Vôlei

## A HISTÓRIA DA ASSOCIAÇÃO PROFESSOR ARTUR NOVAES – APAN

### Formando atletas e cidadãos por intermédio do voleibol
A Associação Professor Artur Novaes (APAN) recebeu esse nome em homenagem póstuma a um dos maiores incentivadores do esporte em Blumenau. Considerado o “pai do vôlei” da cidade, Artur Novaes foi um ícone do esporte estadual, responsável por conquistas em diversas modalidades, pela descoberta e pelo desenvolvimento de grandes talentos.

### O embrião da APAN
Em 1977, Artur começou a trabalhar na Escola Barão do Rio Branco, na área de Educação Física. Nesta época formou as primeiras equipes de vôlei, que treinavam em uma quadra de cimento, onde hoje está localizado o ginásio da Escola Barão.
Em 1984 fundou o Clube Escolar Barão do Rio Branco, passando a disputar competições regionais e estaduais de voleibol. Nos anos 90, a equipe se consolida como a principal formadora de talentos do voleibol catarinense e uma das principais do Brasil.
Atletas de renome foram revelados pelo projeto da Barão, como Anderson “Xanxa”, campeão mundial com a Seleção Brasileira. Mais de 30 atletas, em diferentes categorias das Seleções Brasileiras, aqui começaram a treinar.
Em 1996 a equipe passa a se chamar Barão/Ceval. Em 1998 disputava sua primeira Liga Nacional. Foram seis participações na primeira divisão, sendo a última sob a denominação de Soya/Blumenau (Associação Blumenau Pró Vôlei)
Em 2013, a equipe de Voleibol Masculino de Blumenau muda seu nome para APAN (Associação Professor Artur Novaes), em homenagem do seu fundador e maior incentivador.
Após quatro temporadas tentando retornar à elite do voleibol brasileiro, a APAN obteve seu acesso em 2019, com o vice-campeonato da Superliga B. Na primeira temporada, na edição 2019-20, fechou numa inédita sétima colocação, conquistando uma inédita vaga nos playoffs. A fase final da competição não ocorreu em razão da pandemia de coronavírus. Na temporada 2020-21, foi a quinta colocada, a melhor campanha da história.

### Histórico de títulos
A APAN é pentacampeã do Jogos Abertos de Santa Catarina e heptacampeã Estadual. Nas categorias de base, o título mais importante foi os Jogos Escolares Brasileiros em 2019.

## Resultados obtidos nas principais competições
- Campeonato Mineiro:2010
- Campeonato Catarinense:2009[15], 2010[16], 2011[17]
- Campeonato Catarinense:2004[18], 2006[19], 2007[20], 2008[21]